# Sudário

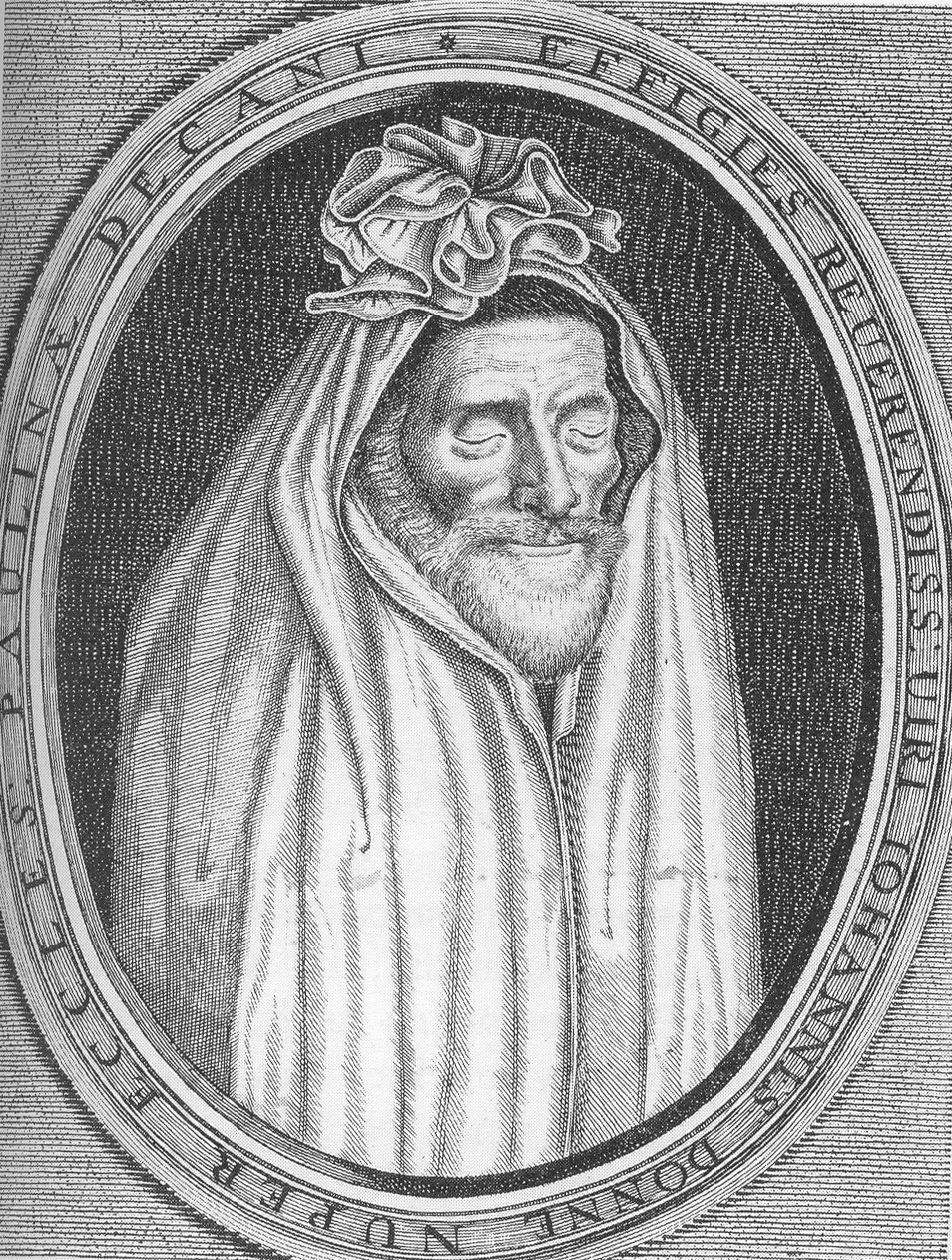
John Donne, poeta inglês, representado vestindo um sudário - gravura de Martin Droeshout.

Sudário é um pano que antigamente se usava para limpar o suor. Frequentemente os sudários serviam como mortalha em tempos antigos. O mais célebre é o Sudário de Turim - uma relíquia cristã que supostamente teria envolvido o corpo de Jesus Cristo, sepultado após a sua crucificação, e que teria ficada aí a sua representação nessa altura.